# Campaccio
Il Campaccio è una corsa campestre organizzata annualmente all'inizio di gennaio dall'Unione Sportiva Sangiorgese a San Giorgio su Legnano, comune della città metropolitana di Milano, in Lombardia. All'evento partecipano atleti di fama internazionale, tra cui campioni olimpici e mondiali. È uno degli eventi più importanti del suo genere in Italia ed è incluso nel circuito internazionale dei Cross Country Permit della World Athletics.

## Storia

Una delle prime partenze del Campaccio

Il nome della corsa deriva da campasc, che in dialetto legnanese significa "campo incolto". Infatti, nelle prime edizioni, il percorso della gara si snodava tra le strade vicinali della zona agricola del comune di San Giorgio su Legnano. In seguito è stata spostata su un'area che è adibita a parco pubblico con il traguardo della corsa che è posizionato all'interno del locale campo sportivo "Angelo Alberti".
Il Campaccio è stato organizzato per la prima volta nel 1957 ed in pochi anni è diventato gara regionale ed in seguito nazionale. Nel 1961 la partecipazione si è estesa ai ragazzi, con l'istituzione della gara juniores. Nel 1963 il Campaccio è divenuto evento internazionale. La prima edizione a cui hanno partecipato anche donne è datata 1970: è stata vinta da Paola Pigni, anche se è dal 1975 che la corsa femminile è organizzata tutti gli anni.
La lunghezza del percorso della gara maschile è stata di 12 km fino al 2008, dopodiché è diventata di 10 km. La gara femminile era originariamente lunga 3,5 km, ed è stata portata agli attuali 6 km a metà degli anni novanta.

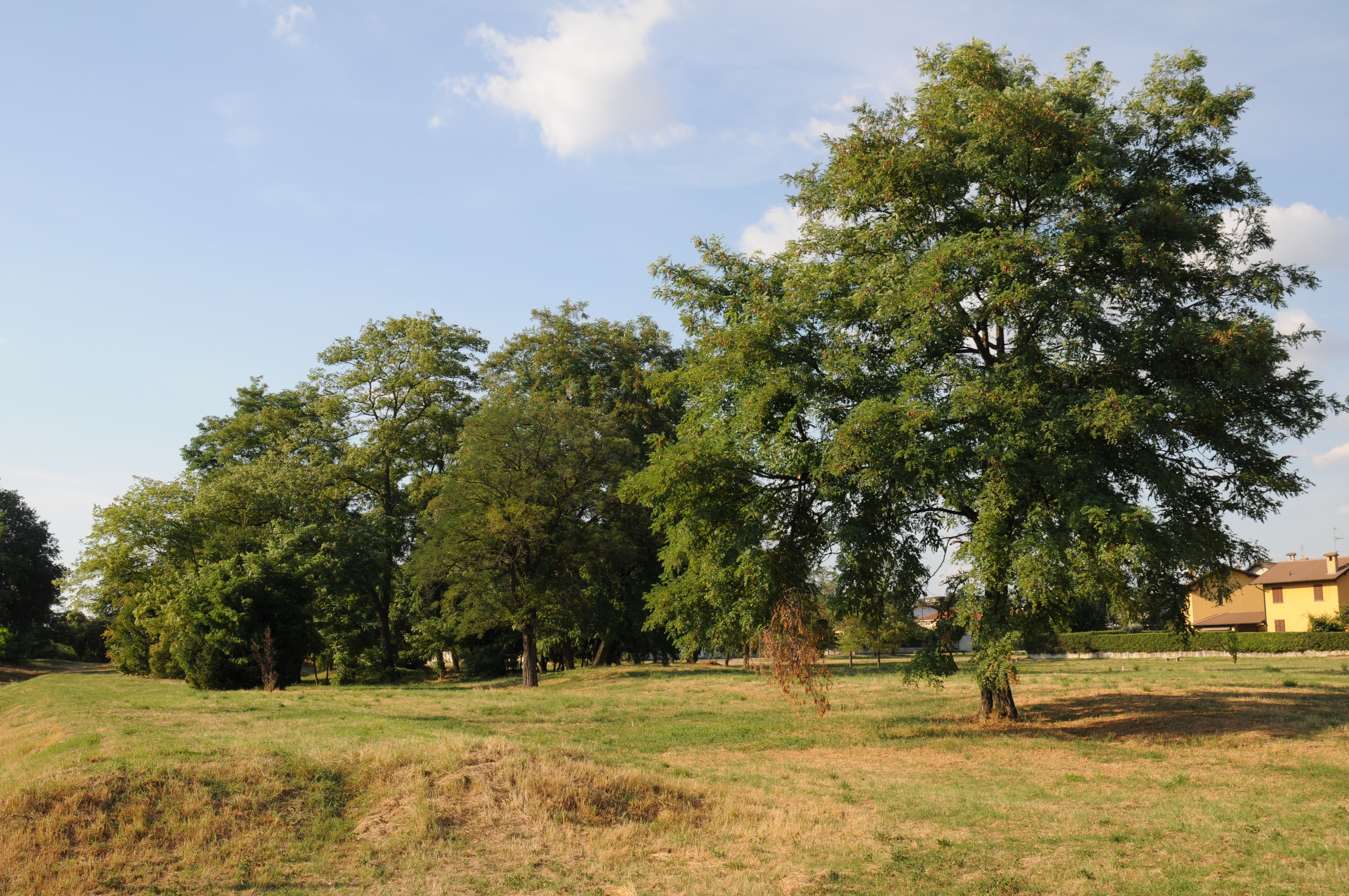
Uno scorcio del parco del Campaccio a San Giorgio su Legnano, dove si corre l'omonima corsa campestre

Il Campaccio riveste particolare importanza per i corridori italiani di corsa campestre perché spesso le loro prestazioni a questa gara sono prese in considerazione per la scelta degli atleti da inserire nella selezione nazionale che partecipa ai campionati mondiali di questa specialità.
Il 10 dicembre 2006, in occasione del 50º anniversario del Campaccio, l'Unione Sportiva Sangiorgese ha organizzato a San Giorgio su Legnano il XIII Campionato europeo di corsa campestre. Per celebrare questa ricorrenza il giornalista Ennio Buongiovanni ha pubblicato un libro sulla storia della gara che ha titolo Campaccio e dintorni - 50 anni di storia. Nel 2006 e nel 2007, come conseguenza dell'organizzazione dei citati campionati europei, il Campaccio non ha avuto luogo.
Tra i vincitori del Campaccio ci sono i campioni olimpici Kenenisa Bekele, Haile Gebrselassie e Eliud Kipchoge e i campioni mondiali Paul Tergat e Muktar Edris. Il quattro volte campione olimpico Mohamed Farah si è inoltre aggiudicato la prova assoluta della storica 50ª edizione della corsa, che per l'occasione era valida come Campionato Europeo di corsa campestre. La corsa femminile è stata vinta, tra le altre, dalle campionesse del mondo Jackline Maranga, Ingrid Kristiansen, Grete Waitz ed Hellen Obiri, oltre che dalle maratonete Uta Pippig e Paula Radcliffe, attuale detentrice del record del mondo femminile della distanza. Molti atleti italiani hanno vinto il Campaccio, tra cui il campione del mondo Francesco Panetta e gli olimpionici Gelindo Bordin, Gabriella Dorio e Paola Pigni.
Il 6 Gennaio 2025, durante la 68ª edizione della manifestazione, la medaglia d'argento Olimpica dei 10.000m dei Giochi di Parigi 2024, Nadia Battocletti, vince la prova femminile, segnando il ritorno al successo nella manifestazione per un atleta italiano, maschile o femminile non fa differenza, a 31 anni di distanza dall'ultima volta, quando a trionfare era stata Silvia Sommaggio.

## Albo d'oro
Qui sotto sono elencati i vincitori del Campaccio:

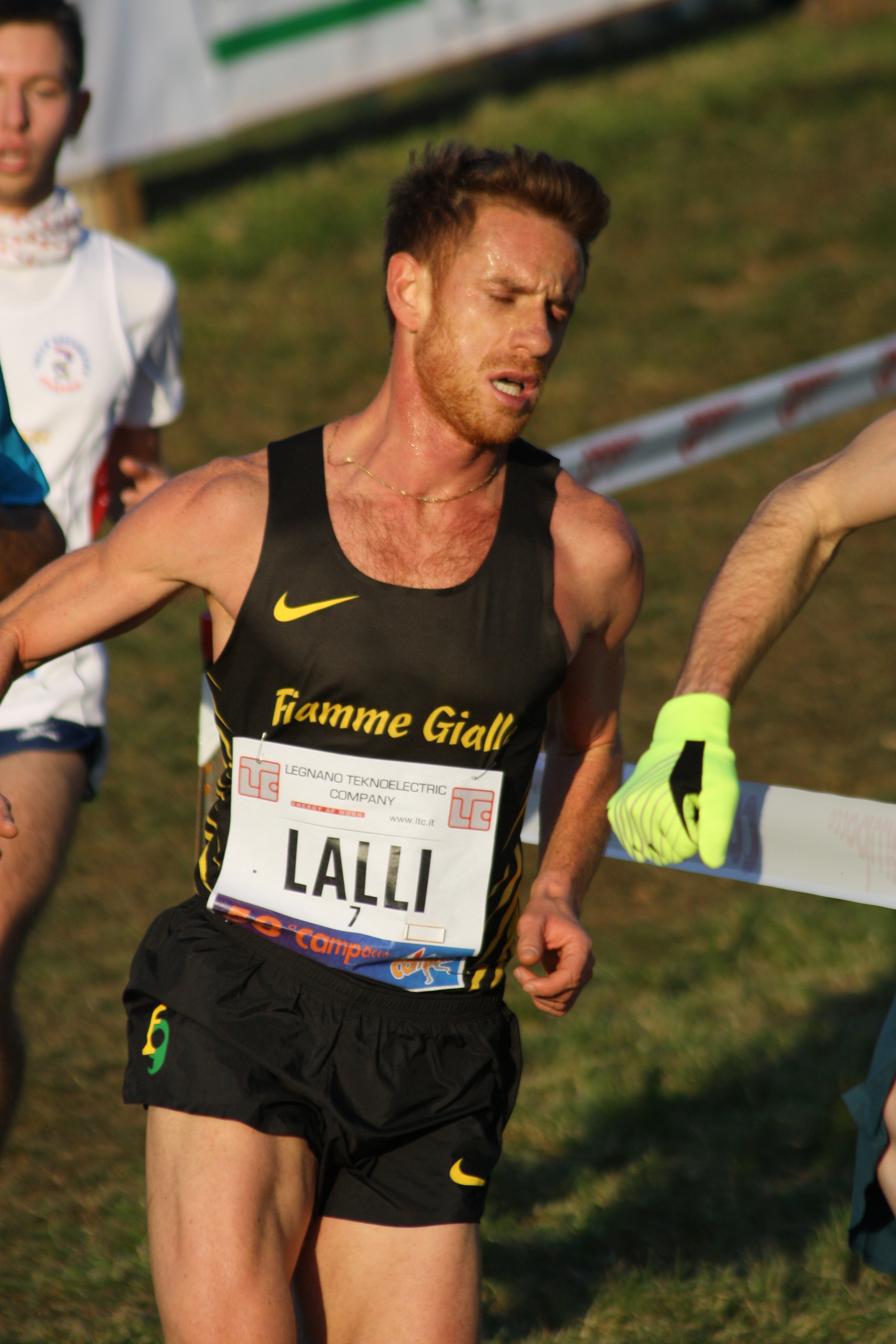
Andrea Lalli al Campaccio 2015

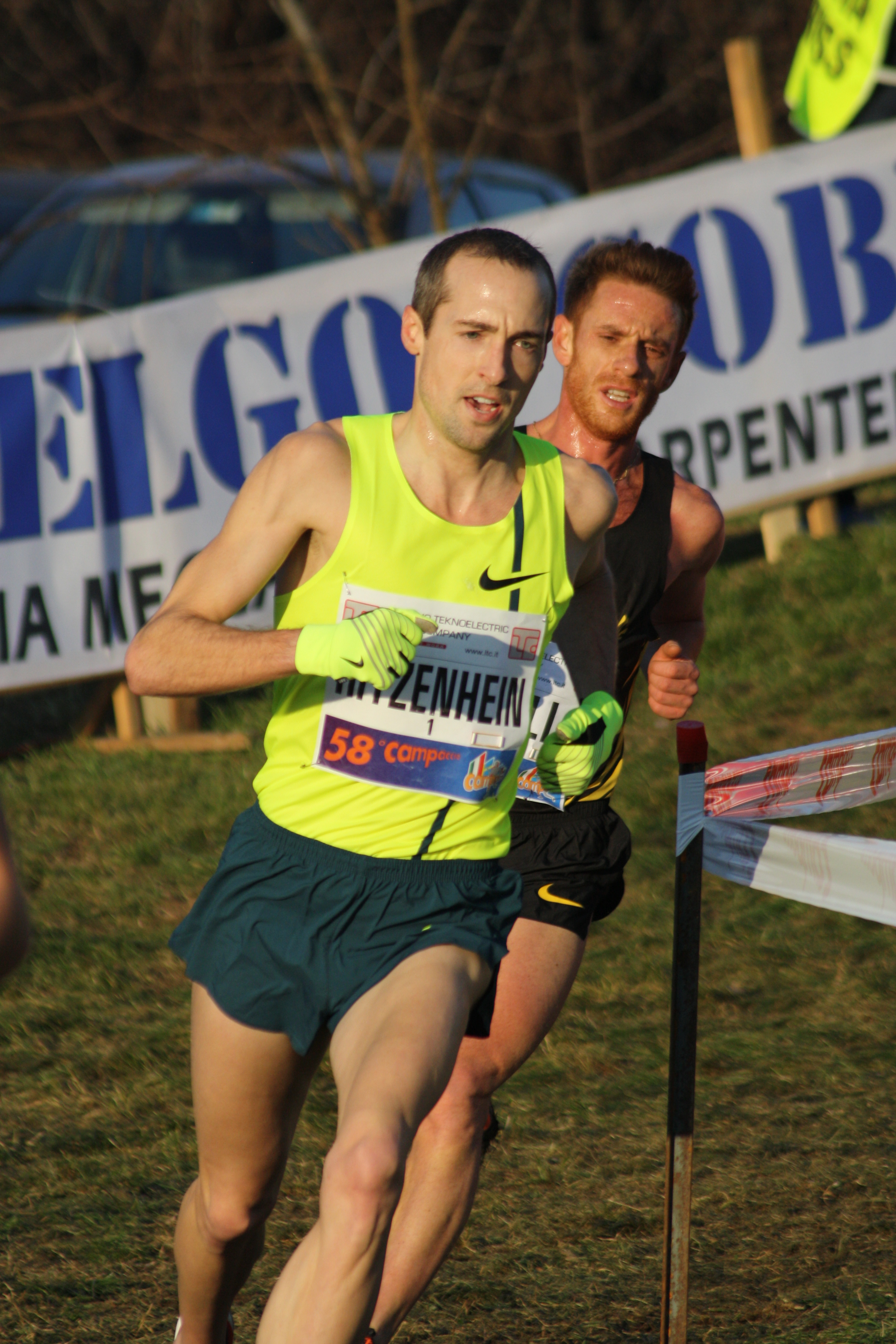
Dathan Ritzenhein al Campaccio 2015

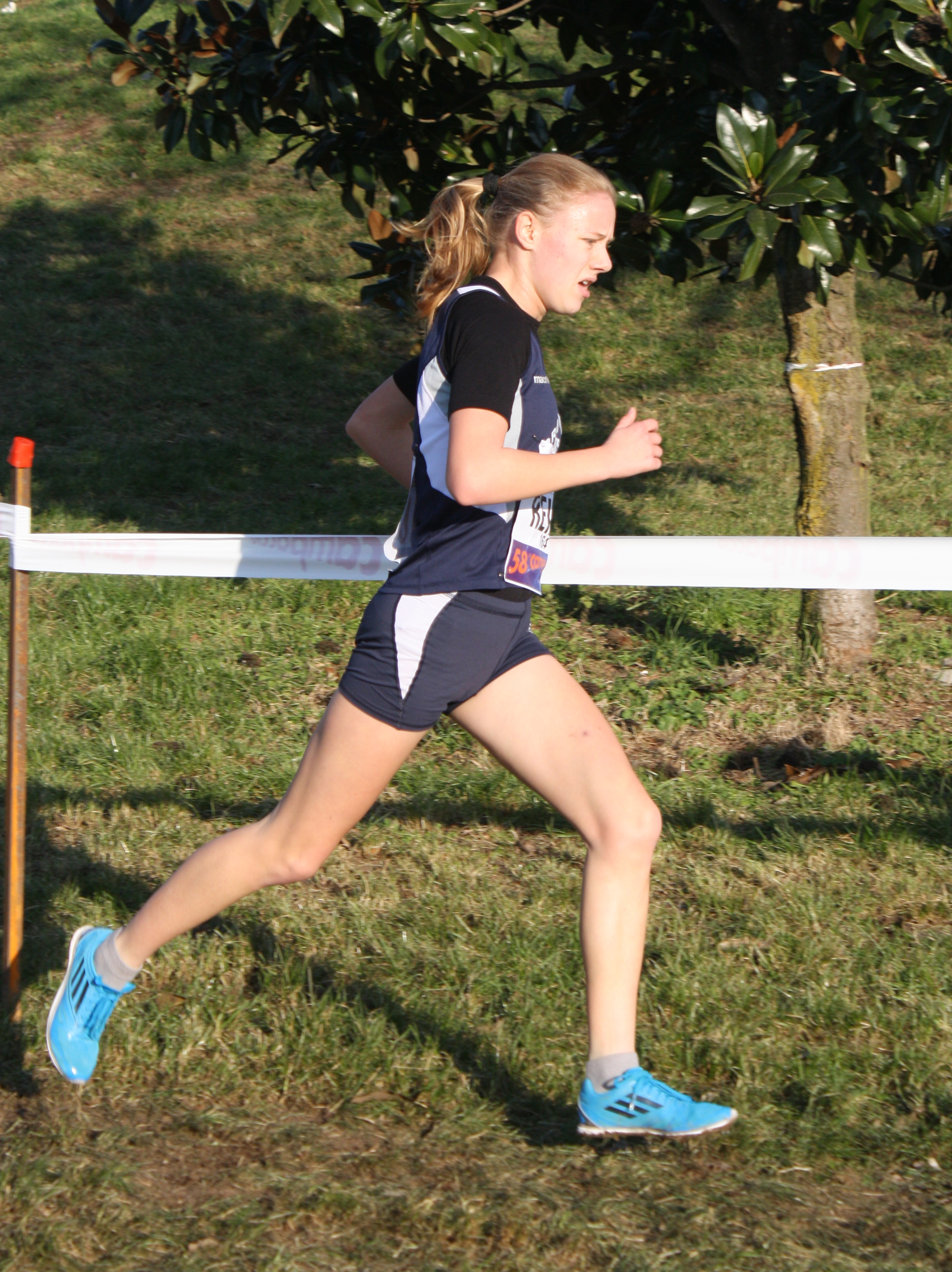
Nicole Svetlana Reina al Campaccio 2015

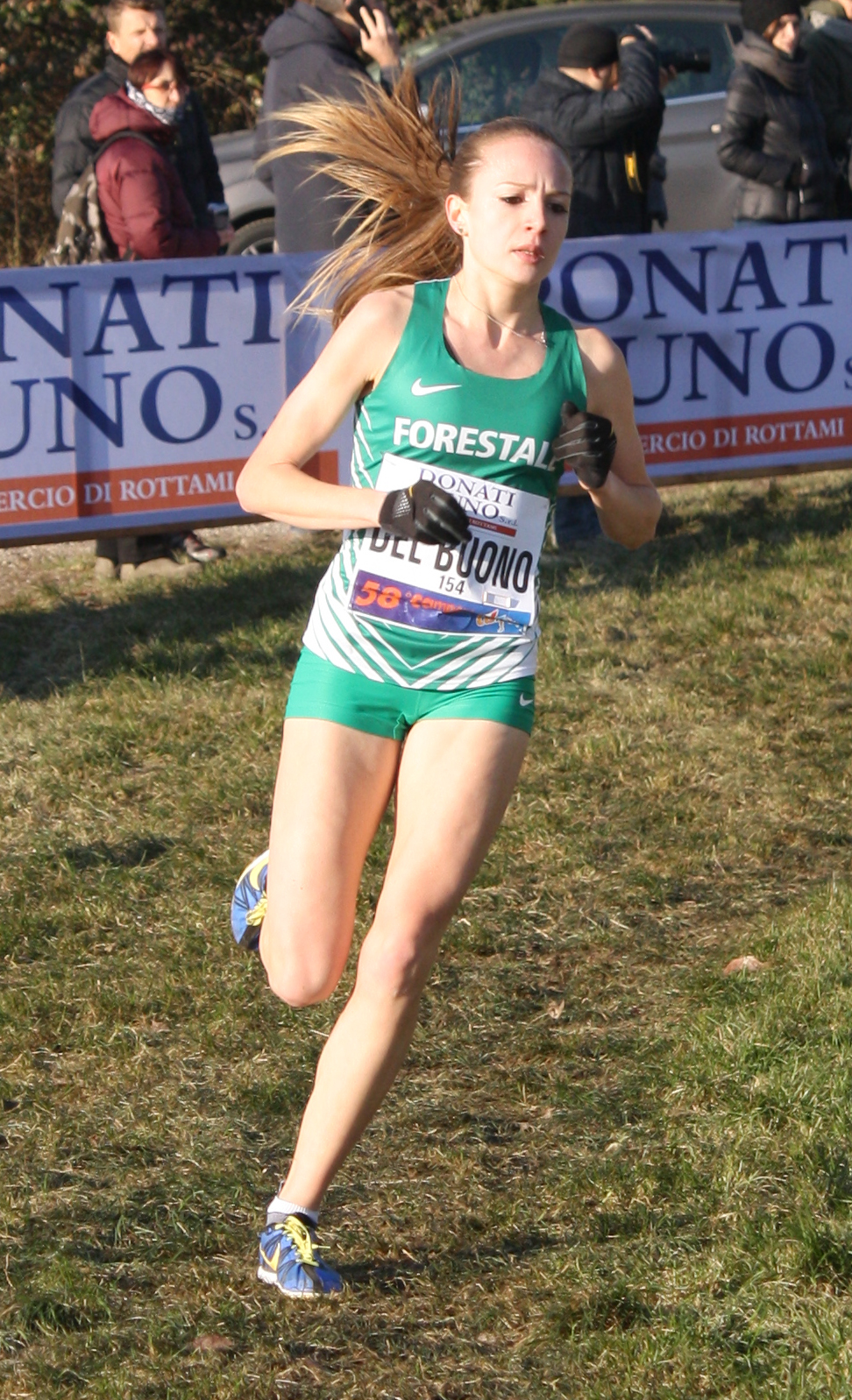
Federica Del Buono al Campaccio 2015

Legenda
  Record della corsa
| Edizione | Anno | Vincitore gara maschile                                                    | Tempo (m's")                                                               | Vincitrice gara femminile                                                  | Tempo (m's")                                                               |
| -------- | ---- | -------------------------------------------------------------------------- | -------------------------------------------------------------------------- | -------------------------------------------------------------------------- | -------------------------------------------------------------------------- |
| 1ª       | 1957 | Franco Volpi                                                               | ?                                                                          | Non disputato                                                              | Non disputato                                                              |
| 2ª       | 1958 | Riccardo Della Minola                                                      | ?                                                                          | Non disputato                                                              | Non disputato                                                              |
| 3ª       | 1959 | Giorgio Gandini                                                            | ?                                                                          | Non disputato                                                              | Non disputato                                                              |
| 4ª       | 1960 | Giorgio Gandini (II)                                                       | ?                                                                          | Non disputato                                                              | Non disputato                                                              |
| 5ª       | 1961 | Luigi Conti                                                                | ?                                                                          | Non disputato                                                              | Non disputato                                                              |
| 6ª       | 1962 | Franco Volpi (II)                                                          | ?                                                                          | Non disputato                                                              | Non disputato                                                              |
| 7ª       | 1963 | Antonio Ambu                                                               | ?                                                                          | Non disputato                                                              | Non disputato                                                              |
| 8ª       | 1964 | Antonio Ambu (II)                                                          | ?                                                                          | Non disputato                                                              | Non disputato                                                              |
| 9ª       | 1965 | Nedeljko Farčić                                                            | ?                                                                          | Non disputato                                                              | Non disputato                                                              |
| 10ª      | 1966 | Antonio Ambu (III)                                                         | ?                                                                          | Non disputato                                                              | Non disputato                                                              |
| 11ª      | 1967 | Antonio Ambu (IV)                                                          | ?                                                                          | Non disputato                                                              | Non disputato                                                              |
| 12ª      | 1968 | Antonio Ambu (V)                                                           | ?                                                                          | Non disputato                                                              | Non disputato                                                              |
| 13ª      | 1969 | Nedeljko Farčić (II)                                                       | ?                                                                          | Non disputato                                                              | Non disputato                                                              |
| 14ª      | 1970 | Lutz Philipp                                                               | ?                                                                          | Paola Pigni                                                                | ?                                                                          |
| 15ª      | 1971 | Wohib Masresha                                                             | ?                                                                          | Non disputato                                                              | Non disputato                                                              |
| 16ª      | 1972 | Danijel Korica                                                             | ?                                                                          | Non disputato                                                              | Non disputato                                                              |
| 17ª      | 1973 | Juan Hidalgo                                                               | 39'45"                                                                     | Non disputato                                                              | Non disputato                                                              |
| 18ª      | 1974 | Danijel Korica (II)                                                        | 38'30"                                                                     | Non disputato                                                              | Non disputato                                                              |
| 19ª      | 1975 | Luigi Zarcone                                                              | 40'51"                                                                     | Margherita Gargano                                                         | 10'38"                                                                     |
| 20ª      | 1976 | Franco Fava                                                                | 37'17"                                                                     | Gabriella Dorio                                                            | 14'24"                                                                     |
| 21ª      | 1977 | Franco Fava (II)                                                           | 36'11"                                                                     | Carmen Valero                                                              | 13'21"                                                                     |
| 22ª      | 1978 | Franco Fava (III)                                                          | 35'06"                                                                     | Carmen Valero                                                              | 12'48"9                                                                    |
| 23ª      | 1979 | Bronisław Malinowski                                                       | 33'33"3                                                                    | Margherita Gargano                                                         | 12'56"                                                                     |
| 24ª      | 1980 | Venanzio Ortis                                                             | 37'26"9                                                                    | Cristina Tomasini                                                          | 13'46"8                                                                    |
| 25ª      | 1981 | José Luis González                                                         | 33'11"                                                                     | Ingrid Kristiansen                                                         | 12'18"                                                                     |
| 26ª      | 1982 | Venanzio Ortis                                                             | ?                                                                          | Grete Waitz                                                                | ?                                                                          |
| 27ª      | 1983 | Leon Schots                                                                | ?                                                                          | Ruth Smeeth                                                                | ?                                                                          |
| 28ª      | 1984 | Gelindo Bordin                                                             | ?                                                                          | Ruth Smeeth (II)                                                           | ?                                                                          |
| 29ª      | 1985 | Bogusław Mamiński                                                          | 37'00"                                                                     | Corinne Debaets                                                            | 14'01"                                                                     |
| 30ª      | 1986 | Francesco Panetta                                                          | ?                                                                          | Cristina Tomasini (II)                                                     | ?                                                                          |
| 31ª      | 1987 | Francesco Panetta (II)                                                     | ?                                                                          | Lieve Slegers                                                              | ?                                                                          |
| 32ª      | 1988 | Gelindo Bordin (II)                                                        | 33'55"                                                                     | Rosanna Munerotto                                                          | 14'08"                                                                     |
| 33ª      | 1989 | Francesco Panetta (III)                                                    | 34'24"9                                                                    | Maria Curatolo                                                             | 14'01"1                                                                    |
| 34ª      | 1990 | Francesco Panetta (IV)                                                     | 34'42"                                                                     | Nadia Dandolo                                                              | 16'19"                                                                     |
| 35ª      | 1991 | Jonah Koech Kimurgor                                                       | 36'16"                                                                     | Uta Pippig                                                                 | 18'01"                                                                     |
| 36ª      | 1992 | Stephenson Nyamu                                                           | 34'10"                                                                     | Rosanna Munerotto (II)                                                     | 17'02"                                                                     |
| 37ª      | 1993 | Francesco Panetta (V)                                                      | 34'05"                                                                     | Rosanna Munerotto (III)                                                    | 16'56"                                                                     |
| 38ª      | 1994 | Haile Gebrselassie                                                         | 37'39"                                                                     | Silvia Sommaggio                                                           | 22'41"                                                                     |
| 39ª      | 1995 | Fita Bayisa                                                                | 34'38"                                                                     | Merima Denboba                                                             | 20'28"                                                                     |
| 40ª      | 1996 | Shem Kororia                                                               | 36'58"                                                                     | Florence Barsosio                                                          | 22'29"                                                                     |
| 41ª      | 1997 | Paul Tergat                                                                | 36'15"                                                                     | Kutre Dulecha                                                              | 21'38"                                                                     |
| 42ª      | 1998 | Bernard Barmasai                                                           | 35'07"                                                                     | Jackline Maranga                                                           | 20'49"                                                                     |
| 43ª      | 1999 | Paul Koech                                                                 | 34'24"                                                                     | Zahra Ouaziz                                                               | 20'09"                                                                     |
| 44ª      | 2000 | Hillary Kipkosgei Korir                                                    | 35'41"                                                                     | Florence Barsosio (II)                                                     | 19'33"                                                                     |
| 45ª      | 2001 | Paulo Guerra                                                               | 36'38"                                                                     | Merima Denboba (II)                                                        | 22'00"                                                                     |
| 46ª      | 2002 | Kenenisa Bekele                                                            | 34'51"                                                                     | Paula Radcliffe                                                            | 21'03"                                                                     |
| 47ª      | 2003 | Serhij Lebid'                                                              | 35'59"                                                                     | Helena Javornik                                                            | 21'23"                                                                     |
| 48ª      | 2004 | Kenenisa Bekele (II)                                                       | 34'36"                                                                     | Anikó Kálovics                                                             | 20'42"                                                                     |
| 49ª      | 2005 | Serhij Lebid' (II)                                                         | 36'10"                                                                     | Rita Jeptoo                                                                | 19'38"                                                                     |
| 50ª      | 2006 | Disputato in collegamento con i campionati europei di corsa campestre 2006 | Disputato in collegamento con i campionati europei di corsa campestre 2006 | Disputato in collegamento con i campionati europei di corsa campestre 2006 | Disputato in collegamento con i campionati europei di corsa campestre 2006 |
|          | SEN  | Mohamed Farah                                                              | 27'56"                                                                     | Tetyana Holovchenko                                                        | 25'17"                                                                     |
|          | U23  | Barnabás Bene                                                              | 23'14"                                                                     | Binnaz Uslu                                                                | 18'47"                                                                     |
|          | U20  | Andrea Lalli                                                               | 16'53"                                                                     | Stephanie Twell                                                            | 12'33"                                                                     |
| —        | 2007 | Non disputato                                                              | Non disputato                                                              | Non disputato                                                              | Non disputato                                                              |
| 51ª      | 2008 | Edwin Soi                                                                  | 29'46"                                                                     | Kate Reed                                                                  | 19'55"                                                                     |
| 52ª      | 2009 | Eliud Kipchoge                                                             | 29'54"                                                                     | Anikó Kálovics (II)                                                        | 20'33"                                                                     |
| 53ª      | 2010 | Abreham Cherkos                                                            | 28'52"                                                                     | Anikó Kálovics (III)                                                       | 20'17"                                                                     |
| 54ª      | 2011 | Joseph Ebuya                                                               | 28'15"                                                                     | Anikó Kálovics (IV)                                                        | 20'04"                                                                     |
| 55ª      | 2012 | Edwin Soi (II)                                                             | 29'13"                                                                     | Mercy Cherono                                                              | 19'26"                                                                     |
| 56ª      | 2013 | Muktar Edris                                                               | 28'42"                                                                     | Degefa Worknesh                                                            | 19'26"                                                                     |
| 57ª      | 2014 | Albert Rop                                                                 | 28'19"                                                                     | Hiwot Ayalew                                                               | 18'59"                                                                     |
| 58ª      | 2015 | Dathan Ritzenhein                                                          | 29'08"                                                                     | Janet Kisa                                                                 | 19'00"                                                                     |
| 59ª      | 2016 | Imane Merga                                                                | 28'50"                                                                     | Alice Aprot                                                                | 18'56"                                                                     |
| 60ª      | 2017 | Muktar Edris (II)                                                          | 28'54"                                                                     | Hellen Obiri                                                               | 18'32"                                                                     |
| 61ª      | 2018 | James Kibet                                                                | 29'34"                                                                     | Lilian Kasait Rengeruk                                                     | 19'02"                                                                     |
| 62ª      | 2019 | Hagos Gebrhiwet                                                            | 29'18"                                                                     | Yasemin Can                                                                | 19'21"                                                                     |
| 63ª      | 2020 | Mogos Tuemay                                                               | 29'01"                                                                     | Fotyen Tesfay                                                              | 19'27"                                                                     |
| 64ª      | 2021 | Jacob Kiplimo                                                              | 29'07"                                                                     | Lilian Kasait Rengeruk (II)                                                | 19'06"                                                                     |
| 65ª      | 2022 | Addisu Yihune                                                              | 28'39"                                                                     | Dawit Seyaum                                                               | 18'48"                                                                     |
| 66ª      | 2023 | Rodrigue Kwizera                                                           | 28'42"                                                                     | Rahel Daniel                                                               | 19'10"                                                                     |
| 67ª      | 2024 | Daniel Ebenyo                                                              | 29'16"                                                                     | Francine Niyomukunzi                                                       | 19'42"                                                                     |
| 68ª      | 2025 | Telahun Haile Bekele                                                       | 31'32"                                                                     | Nadia Battocletti                                                          | 21'14"                                                                     |

## Statistiche

### Plurivincitori

#### Uomini
| Pos. | Uomini | Vittorie |
| ---- | --- | -------- |
| 1    | Antonio Ambu Francesco Panetta | 5        |
| 3    | Franco Fava | 3        |
| 4    | Franco Volpi Giorgio Gandini Nedeljko Farčić Danijel Korica Venanzio Ortis Gelindo Bordin Kenenisa Bekele Serhij Lebid' Edwin Soi Muktar Edris | 2        |

#### Donne
| Pos. | Donne                                                               | Vittorie |
| ---- | ------------------------------------------------------------------- | -------- |
| 1    | Anikó Kálovics                                                      | 4        |
| 2    | Rosanna Munerotto                                                   | 3        |
| 3    | Margherita Gargano Carmen Valero Ruth Smeeth Lilian Kasait Rengeruk | 2        |

### Vittorie per nazione

#### Uomini
| Pos. | Uomini                                                                    | Vittorie |
| ---- | ------------------------------------------------------------------------- | -------- |
| 1    | Italia                                                                    | 24       |
| 2    | Kenya Etiopia                                                             | 13       |
| 4    | Jugoslavia                                                                | 4        |
| 5    | Spagna Polonia Ucraina                                                    | 2        |
| 8    | Germania Belgio Portogallo Regno Unito Bahrein Stati Uniti Uganda Burundi | 1        |

#### Donne
| Pos. | Donne                                             | Vittorie |
| ---- | ------------------------------------------------- | -------- |
| 1    | Italia                                            | 13       |
| 2    | Kenya                                             | 10       |
| 3    | Etiopia                                           | 7        |
| 4    | Regno Unito                                       | 5        |
| 5    | Ungheria                                          | 4        |
| 6    | Spagna Belgio Turchia                             | 2        |
| 9    | Germania Marocco Slovenia Ucraina Eritrea Burundi | 1        |